# Иктитерии
Иктитерии (лат. Ictitherium от др.-греч. ἴκτις «куница» и θηρίον «зверь») — вымерший род, относящийся к семейству Hyaenidae и подсемейству Ictitheriinae, это одни из наиболее ранних и примитивных гиен.
Род Ictitherium был эндемиком Евразии и Африки во время от раннего миоцена до позднего плиоцена (23,03—2,588 млн лет назад) и существовал приблизительно 29,44 миллионов лет.
Это животные около 1,2 метра в длину, и походили больше на цивет, чем на современных гиен, обладая длинным хвостом и короткими ногами. Судя по строению зубов, они были насекомоядными. Иктитерии были очень успешным и многочисленным родом, с часто встречающимися окаменелостями, которые иногда находят группами. Возможно, этот ранний род гиен жил в стаях и имел организацию похожую на его современных потомков.

## Виды
- † Ictitherium ibericum
- † Ictitherium intuberculatum
- † Ictitherium kurteni
- † Ictitherium pannonicum
- † Ictitherium sivalense
- † Ictitherium tauricum
- † Ictitherium viverrinum

## Родственные группы
- Гиениктитерии (Hyaenictitherium)